# Liste der Baudenkmale in Lüdersfeld
In der Liste der Baudenkmale in Lüdersfeld sind die Baudenkmale der niedersächsischen Gemeinde Lüdersfeld und ihrer Ortsteile aufgelistet. Die Quelle der Baudenkmale ist der Denkmalatlas Niedersachsen. Der Stand der Liste ist der 24. Mai 2020.

## Allgemein
In den Spalten befinden sich folgende Informationen:
- Lage: die Adresse des Baudenkmales und die geographischen Koordinaten. Kartenansicht, um Koordinaten zu setzen. In der Kartenansicht sind Baudenkmale ohne Koordinaten mit einem roten Marker dargestellt und können in der Karte gesetzt werden. Baudenkmale ohne Bild sind mit einem blauen Marker gekennzeichnet, Baudenkmale mit Bild mit einem grünen Marker.
- Bezeichnung: Bezeichnung des Baudenkmales
- Beschreibung: die Beschreibung des Baudenkmales. Unter § 3 Abs. 2 NDSchG werden Einzeldenkmale und unter § 3 Abs. 3 NDSchG Gruppen baulicher Anlagen und deren Bestandteile ausgewiesen.
- ID: die Objekt-ID des Baudenkmales
- Bild: ein Bild des Baudenkmales, ggf. zusätzlich mit einem Link zu weiteren Fotos des Baudenkmals im Medienarchiv Wikimedia Commons. Wenn man auf das Kamerasymbol klickt, können Fotos zu Baudenkmalen aus dieser Liste hochgeladen werden:

## Lüdersfeld
| Lage                                                   | Bezeichnung                                                            | Beschreibung     | ID       | Bild |
| ------------------------------------------------------ | ---------------------------------------------------------------------- | ---------------- | -------- | ---- |
| An der Kapelle, Lüdersfeld 52° 21′ 29″ N, 9° 15′ 6″ O  | Kapelle (Bauwerk)                                                      | Johanniskapelle  | 36243552 | BW   |
| Obernhagen 13, Lüdersfeld 52° 21′ 23″ N, 9° 14′ 52″ O  | Hofanlage, Obernhagen 13                                               | Baudenkmalgruppe | 42472777 | BW   |
| Obernhagen 13, Lüdersfeld 52° 21′ 24″ N, 9° 14′ 51″ O  | Wohn-/Wirtschaftsgebäude. (Baudenkmalgruppe: Hofanlage, Obernhagen 13) |                  | 36243768 | BW   |
| Obernhagen 13A, Lüdersfeld 52° 21′ 24″ N, 9° 14′ 52″ O | Stall. (Baudenkmalgruppe: Hofanlage, Obernhagen 13)                    |                  | 36243952 | BW   |
| Obernhagen 13A, Lüdersfeld 52° 21′ 23″ N, 9° 14′ 53″ O | Scheune. (Baudenkmalgruppe: Hofanlage, Obernhagen 13)                  |                  | 36243862 | BW   |
| Obernhagen 25, Lüdersfeld 52° 21′ 8″ N, 9° 14′ 34″ O   | Leibzucht                                                              |                  | 36243595 | BW   |

## Vornhagen
| Lage                                                  | Bezeichnung                                                              | Beschreibung     | ID       | Bild |
| ----------------------------------------------------- | ------------------------------------------------------------------------ | ---------------- | -------- | ---- |
| Vornhagen 11, Lüdersfeld 52° 19′ 53″ N, 9° 14′ 57″ O  | Remise                                                                   |                  | 36243615 | BW   |
| Vornhagen 24, Lüdersfeld 52° 20′ 22″ N, 9° 14′ 53″ O  | Hofanlage Vornhagen Nr. 24                                               | Baudenkmalgruppe | 36216546 | BW   |
| Vornhagen 24, Lüdersfeld 52° 20′ 22″ N, 9° 14′ 54″ O  | Hofpflasterung. (Baudenkmalgruppe: Hofanlage Vornhagen Nr. 24)           |                  | 36244018 | BW   |
| Vornhagen 24, Lüdersfeld 52° 20′ 23″ N, 9° 14′ 54″ O  | Stallscheune. (Baudenkmalgruppe: Hofanlage Vornhagen Nr. 24)             |                  | 36243930 | BW   |
| Vornhagen 24, Lüdersfeld 52° 20′ 22″ N, 9° 14′ 52″ O  | Wohn-/Wirtschaftsgebäude. (Baudenkmalgruppe: Hofanlage Vornhagen Nr. 24) |                  | 36243746 | BW   |
| Vornhagen 24a, Lüdersfeld 52° 20′ 21″ N, 9° 14′ 54″ O | Stallscheune. (Baudenkmalgruppe: Hofanlage Vornhagen Nr. 24)             |                  | 36243834 | BW   |
| Vornhagen 25, Lüdersfeld 52° 20′ 27″ N, 9° 14′ 50″ O  | Hofanlage Vornhagen Nr. 25                                               | Baudenkmalgruppe | 36216560 | BW   |
| Vornhagen 25, Lüdersfeld 52° 20′ 26″ N, 9° 14′ 52″ O  | Wohn-/Wirtschaftsgebäude. (Baudenkmalgruppe: Hofanlage Vornhagen Nr. 25) |                  | 36243724 | BW   |
| Vornhagen 25, Lüdersfeld 52° 20′ 26″ N, 9° 14′ 52″ O  | Stallscheune. (Baudenkmalgruppe: Hofanlage Vornhagen Nr. 25)             |                  | 36243812 | BW   |
| Vornhagen 28, Lüdersfeld 52° 20′ 39″ N, 9° 14′ 59″ O  | Hofanlage Vornhagen Nr. 28                                               | Baudenkmalgruppe | 36216574 | BW   |
| Vornhagen 28, Lüdersfeld 52° 20′ 39″ N, 9° 15′ 2″ O   | Wohn-/Wirtschaftsgebäude. (Baudenkmalgruppe: Hofanlage Vornhagen Nr. 28) |                  | 36243701 | BW   |
| Vornhagen 28, Lüdersfeld 52° 20′ 39″ N, 9° 15′ 1″ O   | Leibzucht. (Baudenkmalgruppe: Hofanlage Vornhagen Nr. 28)                |                  | 36243790 | BW   |
| Vornhagen 28, Lüdersfeld 52° 20′ 40″ N, 9° 15′ 1″ O   | Scheune. (Baudenkmalgruppe: Hofanlage Vornhagen Nr. 28)                  |                  | 36243974 | BW   |
| Vornhagen 28, Lüdersfeld 52° 20′ 40″ N, 9° 15′ 1″ O   | Stall. (Baudenkmalgruppe: Hofanlage Vornhagen Nr. 28)                    |                  | 36243885 | BW   |